# Reggie Theus
Reggie Wayne Theus (Inglewood, California, 13 de octubre de 1957) es un exjugador y entrenador de baloncesto estadounidense que disputó 13 temporadas en la NBA. Con 2,01 metros de altura jugaba en la posición de escolta. Después de retirarse ha ejercido de entrenador en diversas universidades y también tiene una breve experiencia en la NBA entrenando a los Sacramento Kings.

## Trayectoria deportiva

### Universidad
Asistió a la Universidad de Nevada, Las Vegas, teniendo una carrera universitaria exitosa, promediando 12,9 puntos, 4,3 rebotes y 4,4 asistencias. En 1997 fue incluido en el Salón de la Fama de su universidad, siendo uno de los 6 jugadores que han visto retirada su camiseta como homenaje.

### Profesional
Theus fue seleccionado por Chicago Bulls en el Draft de la NBA de 1978. Promedió 16.3 puntos por partido en su primera temporada y fue un serio candidato para lograr el Rookie del Año de 1979. Era conocido como "Rush Street Reggie" en su estancia en Chicago por ser propietario de un apartamento en esa calle de la ciudad y tener una vida social muy activa en dicha área. Su segunda temporada fue de bastante nivel, promediando 20.2 puntos y 6.3 asistencias. En 1981 participó en su primer All-Star Game, apareciendo de nuevo en 1983, temporada en la que firmó sus mejores números: 23.8 puntos por encuentro. Inexplicablemente, en la 1983-1984 el entrenador de los Bulls Kevin Loughery decidió dejarle en el banquillo la primera mitad de la temporada, siendo pronto traspasado a Kansas City Kings a cambio de Steve Johnson y tres rondas de draft, un movimiento que no agradó a la mayoría de los aficionados de los Bulls que disfrutaban con el juego de Theus. En los Kings continuó jugando explosivamente y sus números no notaron el cambio, con promedios de 18 puntos. En sus tres últimas campañas jugó en Atlanta Hawks, Orlando Magic y New Jersey Nets, abandonando la liga en 1991 con un total de 19.015 puntos y 6.453 asistencias en toda su carrera. Antes de dejar el baloncesto profesional en 1992, se marchó a la liga italiana, jugando en el Pallacanestro Varese y en Grecia en el Aris Salónica BC.

### Entrenador
Ha ejercido de entrenador asistente en la NBA y NCAA, también ha sido el entrenador principal en varios equipos universitarios y durante un año de los Sacramento Kings.

## Estadísticas de su carrera en la NBA

### Temporada regular
| Año      | Equipo      | PJ    | PT  | MPP  | %TC  | %3P  | %TL  | RPP | APP | ROB | TPP | PPP  |
| -------- | ----------- | ----- | --- | ---- | ---- | ---- | ---- | --- | --- | --- | --- | ---- |
| 1978-79  | Chicago     | 82    | –   | 33.6 | .480 | –    | .761 | 2.8 | 5.2 | 1.1 | .2  | 16.3 |
| 1979-80  | Chicago     | 82    | –   | 36.9 | .483 | .267 | .838 | 4.0 | 6.3 | 1.4 | .2  | 20.2 |
| 1980-81  | Chicago     | 82    | –   | 34.4 | .495 | .200 | .809 | 3.5 | 5.2 | 1.5 | .2  | 18.9 |
| 1981-82  | Chicago     | 82    | 82  | 34.6 | .469 | .250 | .808 | 3.8 | 5.8 | 1.1 | .2  | 18.4 |
| 1982-83  | Chicago     | 82    | 81  | 34.8 | .478 | .231 | .801 | 3.7 | 5.9 | 1.7 | .2  | 23.8 |
| 1983-84  | Chicago     | 31    | 5   | 19.4 | .388 | .200 | .778 | 1.5 | 4.6 | .7  | .1  | 8.7  |
| 1983-84  | Kansas City | 30    | 30  | 29.9 | .438 | .148 | .751 | 2.8 | 7.0 | 1.0 | .3  | 15.8 |
| 1984-85  | Kansas City | 82    | 80  | 31.0 | .487 | .132 | .863 | 3.3 | 8.0 | 1.2 | .2  | 16.4 |
| 1985-86  | Sacramento  | 82    | 82  | 35.6 | .480 | .171 | .827 | 3.7 | 9.6 | 1.4 | .2  | 18.3 |
| 1986-87  | Sacramento  | 79    | 76  | 36.4 | .472 | .218 | .867 | 3.4 | 8.8 | 1.0 | .2  | 20.3 |
| 1987-88  | Sacramento  | 73    | 73  | 36.3 | .470 | .271 | .831 | 3.2 | 6.3 | .8  | .2  | 21.6 |
| 1988-89  | Atlanta     | 82    | 82  | 30.7 | .466 | .293 | .851 | 3.0 | 4.7 | 1.3 | .2  | 15.8 |
| 1989-90  | Orlando     | 76    | 71  | 30.9 | .439 | .248 | .853 | 2.9 | 5.4 | .8  | .2  | 18.9 |
| 1990-91  | New Jersey  | 81    | 81  | 36.5 | .468 | .361 | .851 | 2.8 | 4.7 | 1.0 | .4  | 18.6 |
| Total    | Total       | 1,026 | 743 | 33.7 | .471 | .252 | .826 | 3.3 | 6.3 | 1.2 | .2  | 18.5 |
| All-Star | All-Star    | 2     | 1   | 13.5 | .333 | –    | –    | 1.0 | 2.0 | 1.0 | .0  | 4.0  |

### Playoffs
| Año   | Equipo      | PJ | PT | MPP  | %TC  | %3P  | %TL  | RPP | APP | ROB | TPP | PPP  |
| ----- | ----------- | -- | -- | ---- | ---- | ---- | ---- | --- | --- | --- | --- | ---- |
| 1981  | Chicago     | 6  | –  | 38.7 | .444 | .222 | .860 | 3.5 | 6.3 | 1.5 | .0  | 19.8 |
| 1984  | Kansas City | 3  | –  | 27.0 | .395 | .000 | .900 | 3.7 | 5.3 | 1.7 | .0  | 14.3 |
| 1986  | Sacramento  | 3  | 3  | 34.0 | .391 | .000 | .750 | 2.7 | 6.3 | 1.0 | .7  | 15.0 |
| 1989  | Atlanta     | 5  | 5  | 25.4 | .368 | .000 | .750 | 1.4 | 4.8 | .2  | .0  | 7.4  |
| Total | Total       | 17 | 8  | 31.9 | .410 | .133 | .831 | 2.8 | 5.7 | 1.1 | .1  | 14.4 |

## Vida personal

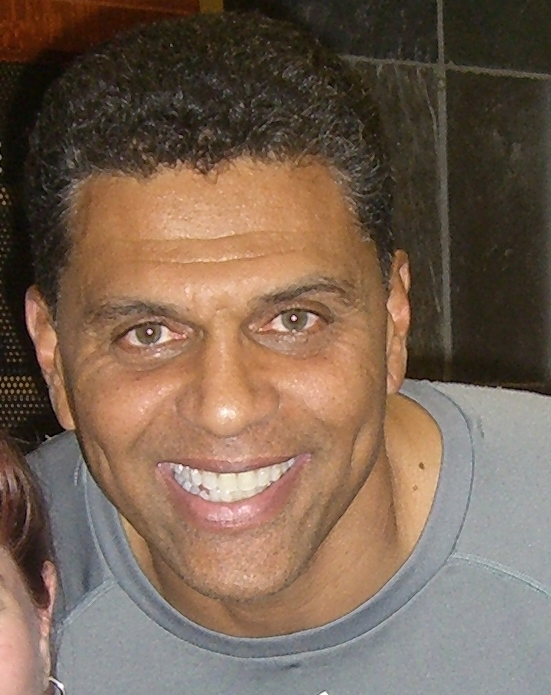
Reggie Theus en 2008.

Theus está casado con Elaine, con la que tienen tres hijos: Raquel, Reggie y Rhyan. Además, tiene otro hijo Brennen Davis, de una relación anterior, pero que el propio hijo dijo que Theus "no es parte de su vida."